# Leo the Lion (anime)
O Leo the Lion  (em japonês Jungle Taitei Susume Leo (TV)) é a continuação da série Kimba, o leão branco, produzida em 1966 pela Mushi Productions por Osamu Tezuka, sem nenhuma colaboração americana.[carece de fontes?] Além de escrever novos episódios, Tezuka escreveu os dois últimos adaptados do mangá e alterou o fim trágico de Kimba para um final feliz. Apesar de não parecer, o foco principal dessa série é os seus filhos, em geral o macho Rune.
A série foi dublada em inglês e exibida no canal CBN em 1984.
A canção-tema foi composta por Mark Boccaccio e Susan Brunet, da SONIC-Sound Internation Corporation, em Miami, Flórida.

## Episódios
Abaixo veja a lista dos episódios, em inglês. No total, são 26 episódios. Os dois últimos são adaptados do terceiro volume do mangá.
1. The First Adventure
2. The Map of Danger
3. The Blue Lion
4. Last Hunt of Ahabi People
5. Leo Becomes a Father (é nesse episódio que nascem Rune e Rukio)
6. The Mighty Gorila
7. The Golden Bow
8. The Case of the Moonlight Stone
9. The Falcons
10. Rick the Lycon
11. Panja´s Hide
12. The Poachers
13. Duel at Lubar Valley
14. The Saber-Toohed Tiger
15. The Marked Giraffe
16. Lily the black leopard
17. Devid Falls
18. The Stell Monster
19. The House of the Animals
20. The White Cliff
21. Agura the Terrible
22. Candle Rock
23. The Silver Wolf
24. Adventure at Volcano Island
25. The Green Plague
26. The Eternual Mount Moon